# تاریخ کره جنوبی
تاریخ کره جنوبی به‌طور رسمی با تأسیس آن در ۱۵ اوت ۱۹۴۸ آغاز می‌شود.
کره در پایان جنگ جهانی دوم در سال ۱۹۴۵ به‌طور اداری تقسیم شد. از آنجا که کره در زمان جنگ جهانی دوم تحت کنترل ژاپن بود، به دلیل داشتن قلمرو ژاپنی، رسماً با دشمن متفقین بود. تسلیم بی قید و شرط ژاپن منجر به تقسیم کره به دو منطقه اشغالی (مشابه چهار منطقه در آلمان) شد، در حالی که ایالات متحده نیمه جنوبی شبه جزیره را اداره می‌کرد و اتحاد جماهیر شوروی نیز منطقه شمال مدار ۳۸ درجه شمالی را اداره می‌کرد. این تقسیم قرار بود موقت باشد (همان‌طور که در آلمان بود) و برای اولین بار بعد از اینکه ایالات متحده، انگلستان، اتحاد جماهیر شوروی و جمهوری چین می‌توانستند یک دولت واحد را برای شبه جزیره ترتیب دهند، یک کره متحد را به مردم بازگرداند.
دو طرف نتوانستند در مورد اجرای هیئت امنای مشترک بر سر کره به توافق برسند که در سال ۱۹۴۸ به تأسیس دو دولت جداگانه هم راستا با کمونیست جمهوری دموکراتیک خلق کره (کره شمالی) و هم راستا با غرب جمهوری اول کره منجر شد. در ۲۵ ژوئن ۱۹۵۰ جنگ کره آغاز شد. پس از ویرانی‌های فراوان، جنگ در ۲۷ ژوئیه سال ۱۹۵۳ پایان یافت و وضع موجود در سال ۱۹۴۸ دوباره احیا شد، زیرا نه حزب جمهوری خلق کره و نه جمهوری اول نتوانستند بخش دیگری از کره تقسیم شده را تسخیر کنند. این شبه جزیره توسط منطقه غیرنظامی کره تقسیم شده و دو دولت مجزا به نهادهای سیاسی موجود کره شمالی و کره جنوبی تثبیت شده‌اند.
تاریخ کره جنوبی با دوره‌های متفاوتی از حکومت دموکراتیک و استبدادی مشخص شده‌است. دولت‌های غیرنظامی معمولاً از جمهوری اول کره ایسونگمن ری تا جمهوری ششم معاصر شماره گذاری می‌شوند. جمهوری اول، که از ابتدای آغاز بحث‌برانگیز بود، تا فروپاشی آن در سال ۱۹۶۰ به‌طور فزاینده ای استبدادی شد. جمهوری دوم به شدت دموکراتیک بود، اما در کمتر از یک سال سرنگون شد و دیکتاتوری نظامی استبدادی جایگزین آن شد. جمهوری‌های سوم، چهارم و پنجم از نظر اسمی دموکراتیک بودند اما به‌طور گسترده به عنوان ادامه حکومت نظامی در نظر گرفته می‌شوند. با جمهوری ششم، این کشور به تدریج در یک دموکراسی لیبرال تثبیت شده‌است.
کره جنوبی از بدو تأسیس، شاهد پیشرفت چشمگیر در آموزش، اقتصاد و فرهنگ بوده‌است. از دهه ۱۹۶۰ این کشور از یکی از فقیرترین کشورهای آسیا تا یکی از ثروتمندترین کشورها در جهان توسعه یافته‌است. آموزش، به ویژه در سطح آموزش عالی، به طرز چشمگیری گسترش یافته‌است. گفته می‌شود که یکی از " چهار ببر آسیایی " کشورهای در حال ظهور آسیا به همراه سنگاپور، تایوان و هنگ کنگ است.

## دولت نظامی ایالات متحده ۱۹۴۵–۱۹۴۸
حکومت رسمی ایالات متحده آمریکا در نیمه جنوبی شبه جزیره کره از ۱۹۴۵ سپتامبر ۸ تا ۱۹۴۸ اوت ۱۵ بود. در کشور کره جنوبی در این دوره هرج و مرج سیاسی و اقتصادی،... به وجود آمده بود. علاوه بر این، ارتش ایالات متحده تا حد زیادی برای چالش‌های مدیریت کشور آماده نشده بود؛ بنابراین، بسیاری از سیاستهای آن باعث بی‌ثباتی شد. موج پناهندگان از کره شمالی (حدود ۴۰۰٫۰۰۰) باعث آشفتگی در کشور شده بود.

## جمهوری اول کره ۱۹۴۸–۱۹۶۰
یک دولت مستقر در کره جنوبی بین سال‌های ۱۹۴۸ تا ۱۹۶۰ بود و با کمک دولت ایالات متحده آمریکا و دولت نظامی ارتش ایالات متحده آمریکا در کره ایجاد شد، که این منطقه را از سال ۱۹۴۵ تا ۱۹۴۸ کنترل می‌کرد. فیلیپین کره جنوبی را در ۱۵ اوت ۱۹۴۸به رسمیت شناخت. جمهوری اول در ۱۵ اوت ۱۹۴۸ با ایسونگمن ری به عنوان اولین رئیس‌جمهور کره جنوبی شد. همانند دولت‌های بعدی از خود، خود را حاکم سراسر شبه جزیره کره اعلام کرد، اگر چه آن‌ها فقط در منطقه ای از جنوب موازی ۳۸ قدرت داشت. تأیید حکومت رئی به دنبال انتخابات مجلس قانون اساسی کره جنوبی، ۱۹۴۸ از تاریخ ۱۰ مه ۱۹۴۸. اولین قانون اساسی کشور توسط اولین مجلس ملی در ۱۷ ژوئیه ایجاد شد. این سیستم یک رئیس‌جمهور قدرتمند ایجاد کرد که به‌طور غیرمستقیم توسط مجلس ملی انتخاب می‌شد و تا انقلاب آوریل در سال ۱۹۶۰ منجر به استعفای ایسونگمن ری وایجاد جمهوری دوم کره شد.

## جمهوری دوم کره ۱۹۶۰–۱۹۶۳
دولت حاکم کره جنوبی برای هشت ماه بین سال‌های ۱۹۶۰ تا ۱۹۶۱ بود. آن پس از  جمهوری اول و در پی انقلاب آوریل ایجاد شد، ولی با وقوع کودتای نظامی و به دنبال آن یک دولت نظامی تحت عنوان شورای عالی بازسازی ملی کره ایجاد شد. این تنها  دولت پارلمانی در تاریخ  کره بود.

### حکومت نظامی ۱۹۶۱–۱۹۶۳

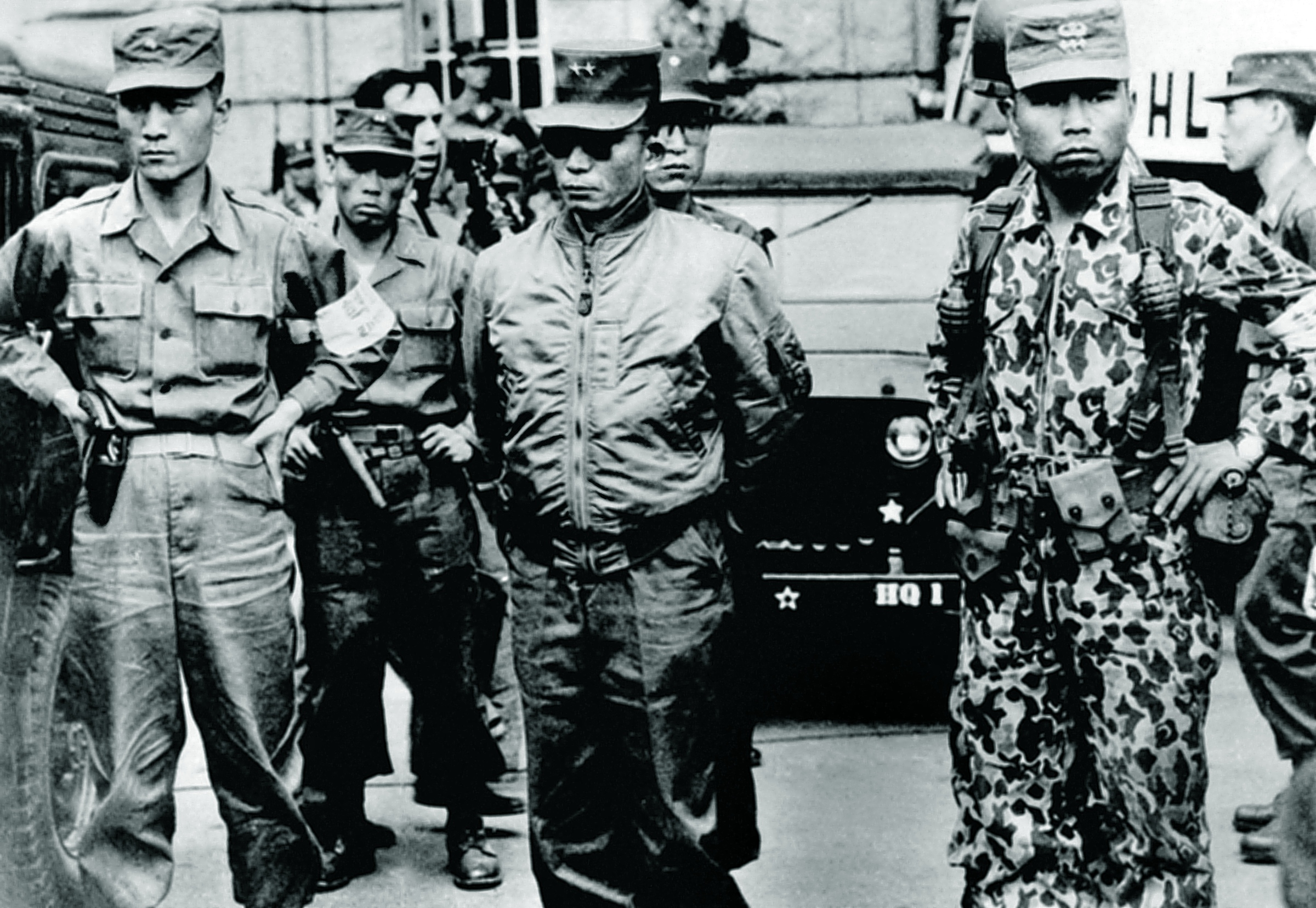
کودتای ۱۶ مه، سرلشکر پارک چونگ هی (راست)

شورای عالی بازسازی ملی کره ، در ابتدا به نام کمیته نظامی انقلاب دولت موقت نظامی پس از کودتا تا زمان ایجاد جمهوری سوم کره در سال ۱۹۶۳ بود. این دولت عملاً به افسران نظامی متکی بود که در کودتای ۱۶ می شرکت کرده بودند و جمهوری دوم کره را سرنگون کرده بودند. این شورا ابتدا توسط چانگ دو یونگ و سپس پارک چانگ هی هدایت می‌شد. رئیس‌جمهور وقت در جمهوری دوم، یون پونو، به عنوان یک سرپرست تا تشکیل جمهوری سوم باقی ماند.

## جمهوری سوم کره ۱۹۶۳–۱۹۷۲
جمهوری سوم با انحلال شورای عالی بازسازی ملی کره که از زمان سرنگونی  جمهوری دوم از ماه مه ۱۹۶۱ تحت عنوان یک حکومت نظامی بر سرکار بود تأسیس شد. پارک چونگ هی رئیس شورای عالی پس از انتخابات ریاست جمهوری در ۱۹۶۳ به عنوان رئیس‌جمهور انتخاب شد.
جمهوری سوم آغازی بر بازگشت دولت غیرنظامی تحت نظارت  مجمع ملی اعلام شد، اما در عمل یک دیکتاتوری تحت حکومت پارک چونگ هی بود و اعضای مجمع ملی تحت کنترل حزب جمهوریخواه دموکراتیک کره جنوبی بودند.
در جمهوری سوم اولویت‌های کره جنوبی توسعه اقتصادی، مقابله با کمونیسم و تقویت روابط با ایالات متحده و ژاپن شد.
پارک در انتخابات ریاست جمهوری کره جنوبی در ۱۹۶۷ مجدداً انتخاب شد و مجمع ملی به وسیله اصلاحیه قانون اساسی مجبور شد به وی اجازه دهد تا برای دوره سوم، مجدداً انتخاب شود و در انتخابات ریاست جمهوری کره جنوبی در ۱۹۷۱ شرکت کند.

## جمهوری چهارم کره ۱۹۷۲–۱۹۷۹
جمهوری چهارم با تصویب قانون اساسی یوسین در رفراندوم قانون اساسی ۱۹۷۲، با رسمیت دادن به اختیارات  دفاکتو و دیکتاتوری که توسط رئیس‌جمهور صورت گرفت، تأسیس شد. پارک چونگ هی آن را جانشین جمهوری سوم کرد.
پارک و حزب جمهوریخواه دموکراتیک کره جنوبی تحت سیستم سانترالیسم و اقتدارگرایی یوسین حکومت می‌کرد تا زمانی که پارک چونگ هی در ۲۶ اکتبر ۱۹۷۹ ترور شد و جمهوری چهارم وارد دوره ای از ناپایداری سیاسی تحت ریاست جمهوری اسمی چوی کیوها و تحت حکومت نظامی پس از مرگ پارک قرار گرفت.
چوی در دسامبر سال ۱۹۷۹ توسط چون دوو هووان در کودتای دوازدهم دسامبر سرنگون شد و وارد جنگ مسلحانه با جنبش دموکراتیزاسیون گوانگجو را علیه حکومت نظامی آغاز شد.
چون با کودتای هفدهم ماه مه که در ماه مه سال ۱۹۸۰ انجام داد، دیکتاتوری نظامی را تحت شورای ملی اتحاد دوباره و با انحلال مجلس ملی ایجاد کرد.

## جمهوری پنجم ۱۹۷۹–۱۹۸۴

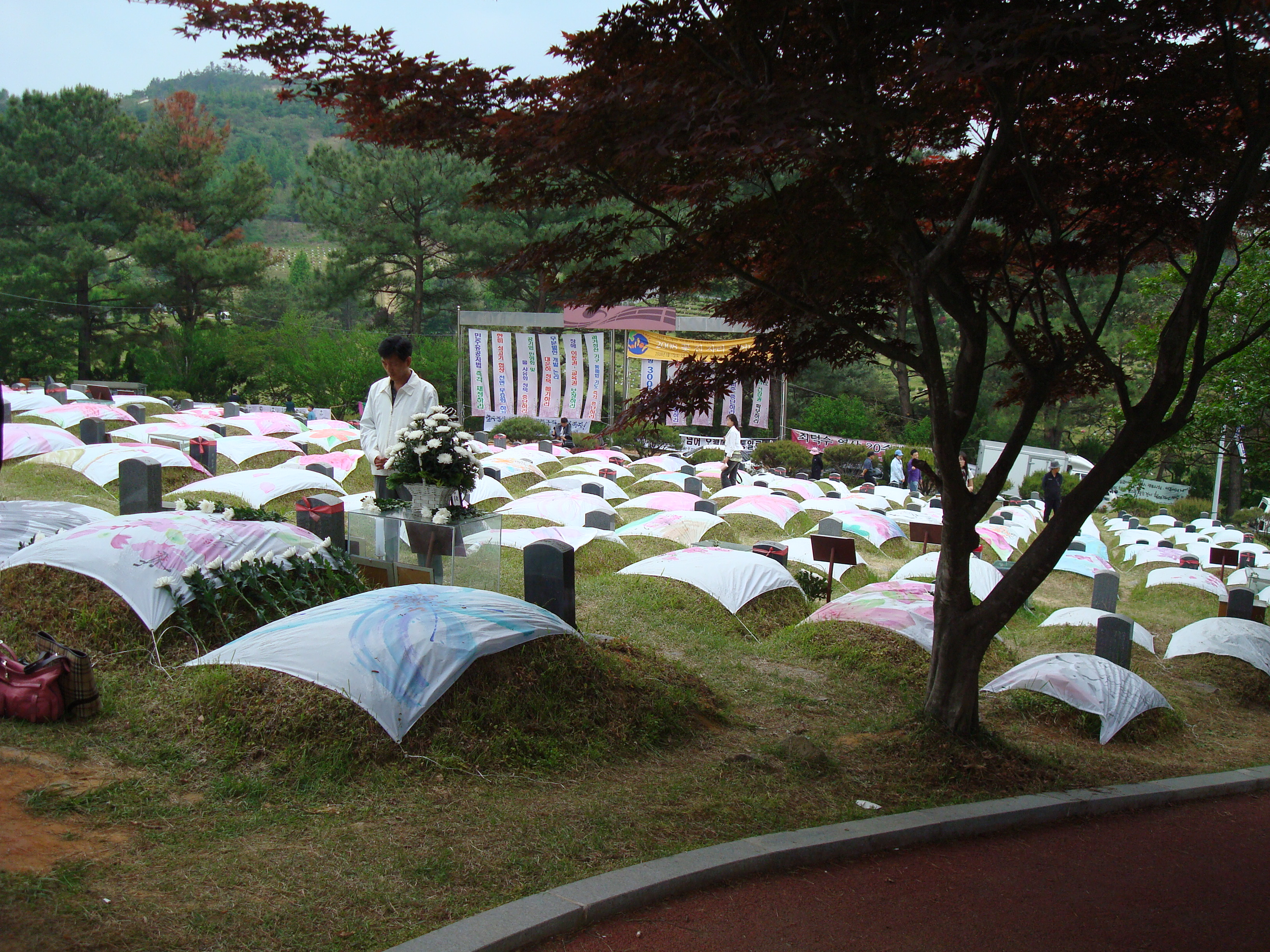
قبرستان مانگوول دونگ، محل دفن قربانیان قیام گوانجو

پس از ترور پارک چونگ هی، نخست‌وزیر چوی کیوها نقش رئیس‌جمهور را به عهده گرفت که تنها ۶ روز بعد توسط کودتای سرلشکر چون دو هوان در سال ۱۹۷۹ از دسامبر دوازدهم غصب شود. در ماه مه سال بعد، یک جامعه مدنی متشکل از دانشجویان دانشگاه و اتحادیه‌های کارگری اعتراضات شدیدی را علیه حاکمیت اقتدارگرا در سراسر کشور انجام داد که به خیزش دموکراتیک ژوئن معروف است. چون دوو هوان در ۱۷ مه ۱۹۸۰ حکومت نظامی اعلام کرد و اعتراضات افزایش یافت. مخالفان سیاسی کیم دای جونگ و کیم جونگ پیل دستگیر شدند و کیم یانگ سام نیز در بازداشت خانگی قرار گرفت.
دولت تلاش‌های بسیاری را برای توسعه فرهنگی انجام داد: موزه ملی کره، مرکز هنری سئول و موزه ملی هنرهای معاصر همگی در این زمان ساخته شدند. بازی‌های آسیایی ۱۹۸۶ با موفقیت برگزار شد، و مسابقه برای بازی‌های المپیک تابستانی ۱۹۸۸ در سئول نیز موفقیت‌آمیز بود.
در ۲۹ ژوئن ۱۹۸۴، نامزد ریاست جمهوری دولت روه تای-وو تسلیم خواسته‌ها شد و اعلامیه ۲۹ ژوئن را اعلام کرد که خواستار برگزاری انتخابات مستقیم ریاست جمهوری و احیای حقوق مدنی بود. در اکتبر ۱۹۸۴ قانون اساسی اصلاح شده توسط همه‌پرسی ملی تصویب شد و انتخابات مستقیم رئیس‌جمهور جدید در ماه دسامبر برگزار شد و جمهوری پنجم به پایان رسید.

## جمهوری ششم ۱۹۸۴ - حال
جمهوری ششم در سال ۱۹۸۴ تأسیس شد و جمهوری کنونی کره جنوبی باقی مانده‌است.

### روه تای-وو، ۱۹۸۵–۱۹۹۳
روه تائه وو برای اولین بار در سیزدهمین دوره ریاست جمهوری در اولین انتخابات مستقیم ریاست جمهوری رئیس‌جمهور شد.
اگرچه روه از پیشینه نظامی و یکی از رهبران کودتای چون، ناتوانی رهبران مخالف کیم دای جونگ و کیم یانگ‌سام در توافق درمورد نامزدی متحد، منجر به انتخاب وی شد.
اولین کاندیدای زن ریاست جمهوری، هون سوک ژا، حتی برای حمایت از کیم یانگ سام در برابر روه از این رقابت کنار رفت. .

### رو مو هیون، ۲۰۰۳–۲۰۰۸
او پیش از ریاست جمهوری به عنوان یک فعال حقوق بشر برای دفاع از فعالیت‌های دانشجویی مطرح بود. رو مو هیون در هنگام فعالیت‌های انتخاباتی اش برای کسب پست ریاست جمهوری بر غلبه بر سیاست منطقه‌ای در کره جنوبی تأکید می‌کرد در انتخابات او به شدت از سوی افراد فعال در اینترنت حمایت شد و سایت اینترنتی (OhmyNews) نقش قابل توجهی در تبلیغاتی انتخاباتی او ایفا کرد.
پس از پیروزی در انتخابات سال ۲۰۰۳ دولت رو مو هیون با مشکلاتی مواجه شد. متهم شدن به بی کفایتی، ادعای پرداخت حق سکوت به مخالفان، اختلافات شدید با رسانه‌ها و اصطکاک دیپلماتیک با ژاپن و ایالات متحده آمریکا، از جمله این مشکلات بود. او همچنین نتوانست به وعده‌های انتخاباتی‌اش از جمله انتقال پایتخت و تشکیل ائتلاف ملی با مخالفان جامه عمل بپوشاند.
در آخرین ماه‌های زمامداری رو مو هیون در پست ریاست جمهوری، رسوایی‌های مالی (دریافت رشوه) در ارتباط با دولت او مطرح شد و باعث ایجاد فشار سیاسی بر دولت شد. او مدتی پس از پایان ریاست جمهوری‌اش در ۲۳ مه ۲۰۰۹ با پرتاب خود از بالای یک تپه خودکشی کرد و یک یادداشت خودکشی نیز برجای گذاشت. خود کشی او مورد تأیید پلیس قرار گرفت.

### لی میونگ باک، ۲۰۰۸–۲۰۱۳
در دوران لی میونگ باک، حضور و تأثیر کره جنوبی در عرصه جهانی افزایش یافت و نتیجه آن برگزاری نشست جی ۲۰ در سال ۲۰۱۰ در این کشور بود.

### پارک گون-هه، ۲۰۱۳–۲۰۱۷

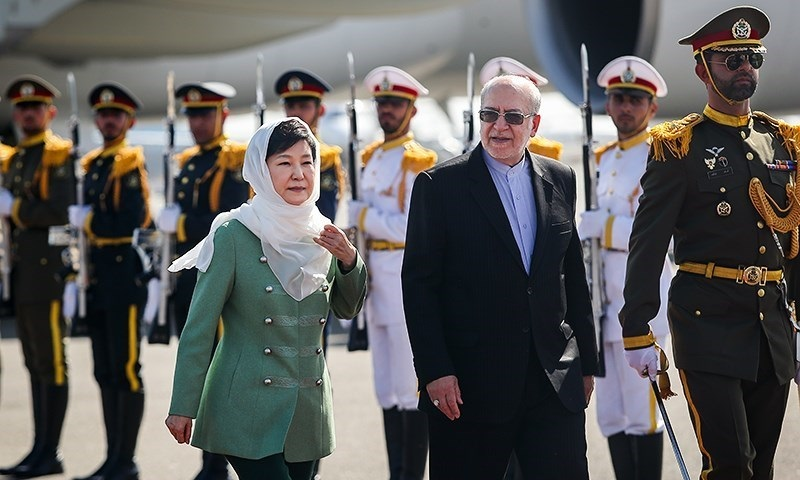
پارک گون هه در فرودگاه مهرآباد در کنار محمدرضا نعمت‌زاده وزیر صنعت ایران

در ۲۵ فوریه ۲۰۱۳ پارک گون هه به عنوان یازدهمین رئیس‌جمهور کره برگزیده شد. در سخنرانی پیروزی‌اش در ساختمان اتحاد ملی، پارک از برنامه‌هایش برای آغاز دور جدیدی از امید به «موفقیت در اقتصاد، کسب و کار مردم، شادی مردم و غنای فرهنگی» سخن گفت. او ابراز امیدواری کرد کره شمالی تسلیحات نظامی را کنار خواهد گذاشت و در مسیر صلح و توسعه دوجانبه گام خواهد برداشت و اعلام کرد که دوران خوشی از اتحاد بین دو کره آغاز خواهد شد که طعم موفقیت و آزادی با خود به همراه خواهد داشت و با فرایند اعتمادسازی شبه‌جزیره کره مردم کره به آرزوهایشان خواهند رسید.

### مون جه-این، ۲۰۱۷-تاکنون
نشست درون کره‌ای ۲۰۱۸ در روز ۲۷ آوریل، ۲۰۱۸، در منطقه امنیتی مشترک و در قسمت متعلق به کره جنوبی، بین مون جه-این، رئیس‌جمهور کره جنوبی و رهبر معظم کره شمالی، کیم جونگ-اون برگزار گردید. این سومین نشست درون کره‌ای و نخستین آن‌ها در طول یازده سال گذشته‌است. همچنین در این نشست، برای نخستین بار پس از پایان یافتن جنگ کره در ۱۹۵۳، یک رهبر کره شمالی وارد خاک کره جنوبی می‌شود؛ رئیس‌جمهور مون نیز برای مدت کوتاهی در خاک کره‌شمالی توقف نمود. دستور این نشست بر برنامهٔ سلاح‌های هسته‌ای کره شمالی و خلع سلاح هسته‌ای شبه جزیره کره تمرکز دارد.